# ولیکی نرایتس
ولیکی نرایتس (اسلوونیایی: Veliki Nerajec) یک زیستگاه انسانی در اسلوونی است که در White Carniola واقع شده‌است.

## خصوصیات
ولیکی نرایتس ۰٫۶۳ کیلومترمربع مساحت و ۷۹ نفر جمعیت دارد و ۱۷۰٫۳ متر بالاتر از سطح دریا واقع شده‌است.